# Lucie Rie
Lucie Rie, née Lucie Gomperz le 16 mars 1902 à Vienne et morte le 1er avril 1995 à Londres est une céramiste autrichienne naturalisée britannique.

## Jeunesse
Lucie Gomperz nait le 16 mars 1902 sur la Wollzeile à Vienne dans l'Empire austro-hongrois, la plus jeune enfant de Benjamin Gomperz, un médecin juif qui était un consultant pour Sigmund Freud et Gisa Wolf, fille d'une riche famille produisant du vin à Eisenstadt. Elle a deux frères, Paul Gomperz et Teddy Gomperz. Paul Gomperz est tué en 1917 sur le front italien. Elle reçoit une éducation libérale.
De 1922 à 1926, elle étudie la poterie avec Michael Powolny  à la Kunstgewerbeschule de Vienne, une école d'art et métiers associée avec le Wiener Werkstätte.

## Carrière

### Vienne

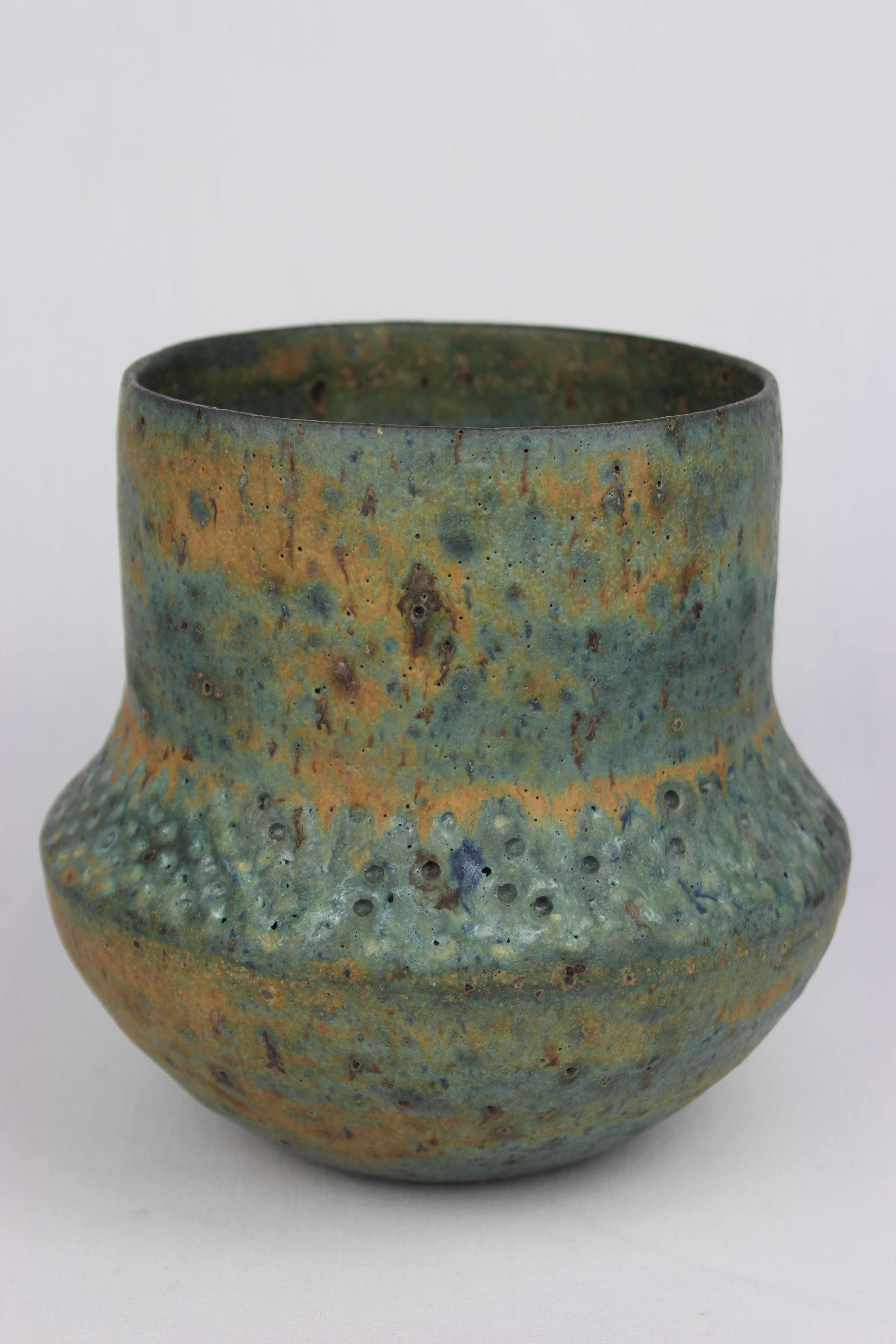
Vase par Lucie Rie.

Dès la fin de ses études à la Kunstgewerbeschule, son travail est remarqué par Oswald Haerdtl (de) et Josef Hoffmann du Werkstätte. Ce dernier répertorie nombre de ses poteries dans le livre Les arts décoratifs autrichiens en 1930 et exhibe ses pots à la Werkbund. En 1925, Lucie Gomperz installe son premier studio à Vienne et gagne de la visibilité en gagnant une médaille d'or à l'Exposition universelle de 1935 et en exposant à l'Exposition universelle de 1937 où Hoffmann envoie 70 de ses pièces. Elle reçoit une médaille d'argent, pas le premier prix car leur verdict est « tous la même chose ». Durant la décennie suivante, elle gagne les éloges et le respect de la communauté artistique.

### Londres

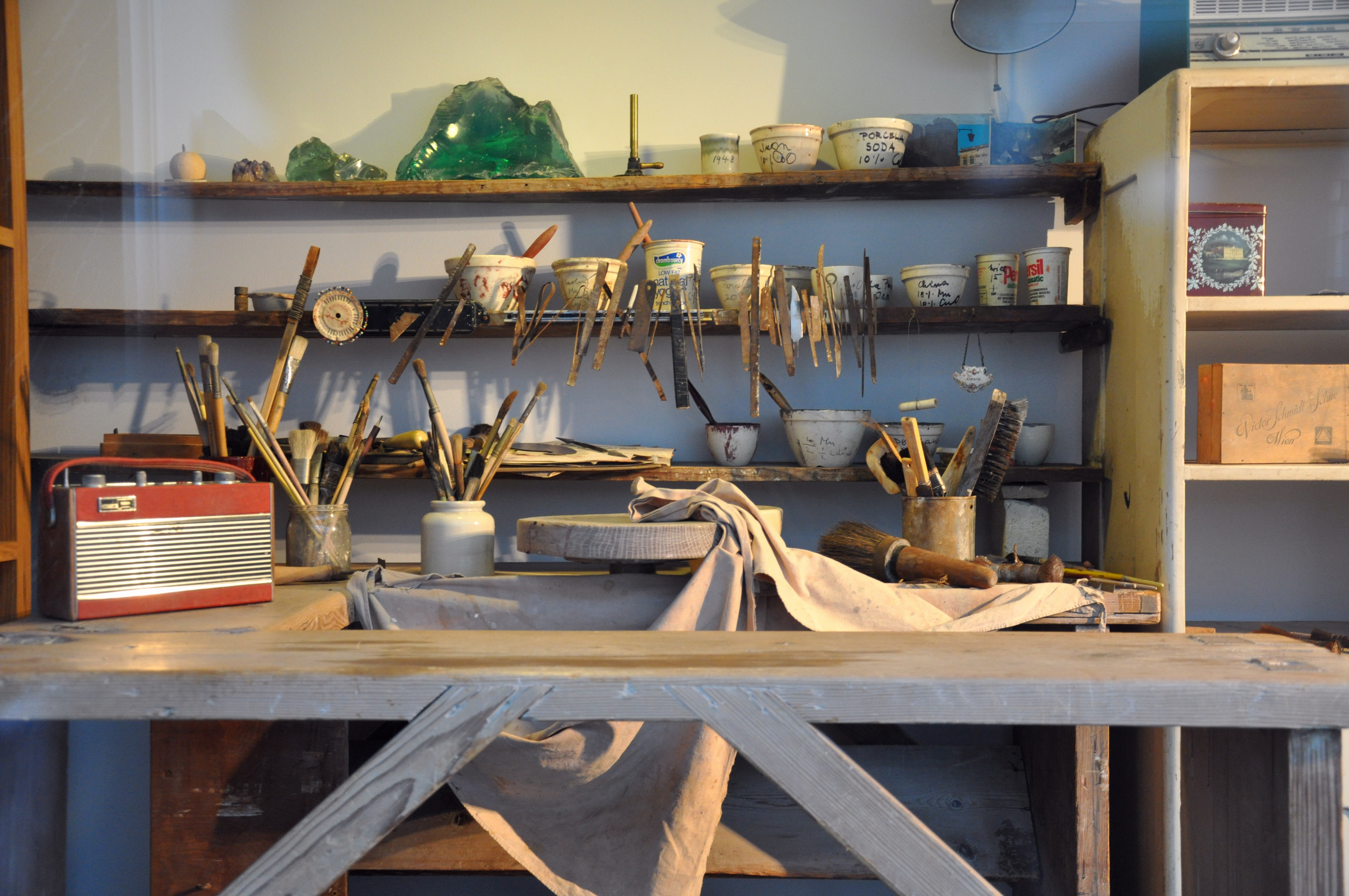
L'atelier de Lucie Rie, tel qu'exposé au Victoria and Albert Museum, à Londres.

En 1938, elle fuit l'Autriche nazie et émigre en Angleterre où elle s'installe au 18 Albion Mews à Londres. À l'époque, elle est séparée de Hans Rie, un homme d'affaires avec qui elle s'est mariée à Vienne en 1926. Leur mariage est officiellement dissous en 1940,.
Elle enseigne à la Camberwell School of Arts & Crafts de 1960 à 1972.

## Récompenses et honneurs
- 1935 : médaille d'or à l'Exposition universelle de 1935
- 1937 : médaille d'argent à l'Exposition universelle de 1937
- 1968 : Officier de l'Ordre de l'Empire britannique (OBE)
- 1969 : Docteur honoris causa au Royal College of Art
- 1981 : Commandeur de l'Ordre de l'Empire britannique (CBE)
- 1991 : Dame commandeur de l'Ordre de l'Empire britannique (DBE)
- 1992 : Docteur honoris causa à l'Université Heriot-Watt[9]